# Svetovno prvenstvo v nogometu 1994
Svetovno prvenstvo v nogometu 1994 je bilo petnajsto Svetovno prvenstvo v nogometu. Potekalo je med 17. junijem in 17. julijem 1994 na devetih stadionih v Združenih državah Amerike. Svoj četrti naslov svetovnega prvaka je osvojila brazilska reprezentanca, drugo mesto je osvojila italijanska, tretje pa švedska.
Finale med Brazilijo in Italijo je bilo prirejeno na stadionu Rose Bowl v Pasadeni, v bližini Los Angelesa, pred več kot 94.000 gledalci. Brazilija je po enajstmetrovkah zmagala s 3:2. V 90 minutah rednega poteka in 30 minutah podaljška ni bilo golov, s čimer je bilo to finale prvo v zgodovini Svetovnega prvenstva v nogometu, ki se je končalo brez zadetkov. Poleg tega je bil svetovni prvak prvič ugotovljen s streljanjem enajstmetrovk, Brazilija pa je postala prva reprezentanca, ki je četrtič osvojila naslov svetovnega prvaka.
Na Svetovnem prvenstvu v nogometu so leta 1994 prvič nastopile reprezentance Grčije, Nigerije in Saudove Arabije. Rusija je nastopila prvič po razpadu Sovjetske zveze, Nemčija pa po združitvi prvič po letu 1938 kot enotna država. Nemčija je bila tudi branilec naslova svetovnega prvaka, vendar pa se je poslovila v četrtfinalu, kjer jo je z 2:1 premagala Bolgarija, ki je z uvrstitvijo v polfinale in četrtim mestom dosegla svoj najboljši rezultat na Svetovnih prvenstvih v nogometu.
Združene države Amerike so bile prva gostiteljica Svetovnega prvenstva v nogometu zunaj Evrope, Južne Amerike in Mehike. Ko jim je leta 1988 pripadla pravica do prirejanja Svetovnega prvenstva v nogometu 1994, sploh niso imele profesionalne nogometne lige. FIFA je ustanovitev tovrstne lige celo določila kot pogoj za uresničenje Svetovnega prvenstva v nogometu 1994 v Združenih državah Amerike. Profesionalna nogometna liga Major League Soccer je bila ustanovljena leta 1993, tekme pa je začela prirejati leta 1996.
Svetovno prvenstvo v nogometu 1994 je bilo kljub dvomom o primernosti organizacije v Združenih državah Amerike uspešno ter je prispevalo k povečanju razširjenosti in priljubljenosti nogometa v gostiteljski državi. Veliki stadioni, ki so bili v vsakdanu namenjeni tekmam ameriškega nogometa, so bili večinoma polni. Skupno število gledalcev na stadionih je bilo 3.587.538, kar je pomenilo v povprečju 68.991 gledalcev na tekmo. Domača reprezentanca se je uvrstila v osmino finala, kjer jo je z 1:0 premagala Brazilija.
Svetovno prvenstvo v nogometu 1994 je bilo prvo, kjer so moštva za zmago med tekmovanjem po skupinah dobila tri točke, in zadnje s 24 moštvi. Na naslednjem Svetovnem prvenstvu v nogometu 1998 v Franciji je nastopilo 32 moštev.

## Prizorišča
Tekme so bile prirejane v devetih mestih v različnih predelih celinskih Združenih držav Amerike. Med njimi ni bilo nobenega mesta z več kot enim stadionom. Vsi stadioni so imeli zmogljivost sprejema velikega števila gledalcev, saj je šlo za stadione, ki so bili v vsakdanu uporabljani za prirejanje v Združenih državah Amerike zelo priljubljenih in obiskanih tekem ameriškega nogometa. Najmanjši stadion je imel kapaciteto približno 53.000 gledalcev.
Največje število tekem je gostil stadion Rose Bowl v Pasadeni (okolica Los Angelesa). Na njem je potekalo osem tekem, vključno z eno polfinalno tekmo, tekmo za tretje mesto in finalno tekmo. Giants Stadium v kraju East Rutherford (okolica New Yorka) je gostil sedem tekem, vključno z eno polfinalno tekmo. Po šest tekem so gostili stadioni v Foxboroughu (okolica Bostona), Stanfordu (okolica San Francisca) in Dallasu. Po pet tekem je potekalo na stadionih v Chicagu, Washingtonu in Orlandu. Najmanjše število tekem je gostil stadion Pontiac Silverdome v kraju Pontiac (okolica Detroita), kjer so potekale štiri tekme v skupinskem delu tekmovanja. Notranjost tega stadiona je bila popolnoma pokrita s streho, kar je pomenilo, da so prvič v zgodovini Svetovnega prvenstva v nogometu tekme potekale tudi v dvorani. Pontiac Silverdome je bil edino med devetimi prizorišči, ki ni gostilo nobene izločilne tekme.
Zaradi velike površine celinskih Združenih držav Amerike so številna udeležena moštva med dvema tekmama prepotovala več tisoč kilometrov. V skupinah A in B so nekatera moštva potovala med Los Angelesom ali San Franciscom in Detroitom, kar je pomenilo oddaljenost približno 3700 kilometrov in obisk štirih časovnih pasov. V skupinah C in D so tekme potekale v Foxboroughu (okolica Bostona), Chicagu in Dallasu. Med Dallasom in Bostonom je približno 3200 kilometrov razdalje, poleg tega pa sta mesti v dveh različnih časovnih pasovih. Čeprav je Chicago v enakem časovnem pasu kot Dallas, je oddaljen od njega približno 1600 kilometrov, kar je tudi približna razdalja med Chicagom in Bostonom. V skupinah E in F so vse tekme potekale v East Rutherfordu (okolica New Yorka), Washingtonu in Orlandu na vzhodu celinskih Združenih držav Amerike. Vsi trije kraji so v enakem časovnem pasu, vendar pa med sabo oddaljeni več sto kilometrov. Kolumbija v skupini A in Kamerun v skupini B sta bili edini moštvi, ki sta vse tri tekme igrali v kalifornijskih mestih Pasadena in Stanford, v okolici Los Angelesa oziroma San Francisca.
Tekme so bile večinoma prirejane sredi belega dne. Začenjale so se v popoldanskih urah ali celo ob 11.30 po krajevnem času. To je bilo narejeno glede na časovno razliko v primerjavi z Evropo, kjer so tako televizijski prenosi večinoma potekali v večernih urah. Finale v Kaliforniji se je začelo ob 12.30 po krajevnem času, kar je pomenilo ob 21.30 po srednjeevropskem poletnem času, ter je še naprej zadnje finale Svetovnega prvenstva v nogometu, ki je v celoti potekalo sredi belega dne. Obstajale so tudi precejšnje razlike glede na podnebje, zlasti med svežim in vlažnim podnebjem v Bostonu, vročim in suhim podnebjem v Los Angelesu ter vročim in vlažnim podnebjem v Dallasu in Orlandu, kjer so bile temperature višje od 35 °C. V notranjosti stadiona Pontiac Silverdome, ki je bil zaprte konstrukcije, so temperature zaradi pomanjkljivega prezračevanja lahko segale do približno 32 °C.
Rose Bowl je danes edini med devetimi stadioni, ki je ostal večinoma nespremenjen. Preostalih osem so bodisi porušili ali obsežno spremenili s posodobitvami. Med porušenimi stadioni je tudi Pontiac Silverdome. Stadiona v bližini New Yorka in Bostona sta bila porušena, da bi bila na približno istem mestu zgrajena nova stadiona. V Chicagu so bili ohranjeni le zunanji deli tribun starega stadiona, znotraj njegovih meja pa je bil zgrajen popolnoma nov stadion.
| Pasadena                                      | Pontiac | Stanford | East Rutherford |
| --------------------------------------------- | --- | --- | --- |
| Rose Bowl                                     | Pontiac Silverdome | Stanford Stadium | Giants Stadium |
| 34°9′41″N 118°10′3″W / 34.16139°N 118.16750°W | 42°38′45″N 83°15′18″W / 42.64583°N 83.25500°W                                                                                | 37°26′4″N 122°9′40″W / 37.43444°N 122.16111°W                                                                                | 40°48′44″N 74°4′37″W / 40.81222°N 74.07694°W                                                                                 |
| Kapaciteta: 91.794                            | Kapaciteta: 77.557 | Kapaciteta: 80.906 | Kapaciteta: 75.338 |
|                                               | | | |
| Orlando                                       | PasadenaPontiacStanfordEast RutherfordOrlandoChicagoDallasFoxboroughWashington, D.C.Svetovno prvenstvo v nogometu 1994 (ZDA) | PasadenaPontiacStanfordEast RutherfordOrlandoChicagoDallasFoxboroughWashington, D.C.Svetovno prvenstvo v nogometu 1994 (ZDA) | PasadenaPontiacStanfordEast RutherfordOrlandoChicagoDallasFoxboroughWashington, D.C.Svetovno prvenstvo v nogometu 1994 (ZDA) |
| Citrus Bowl                                   | PasadenaPontiacStanfordEast RutherfordOrlandoChicagoDallasFoxboroughWashington, D.C.Svetovno prvenstvo v nogometu 1994 (ZDA) | PasadenaPontiacStanfordEast RutherfordOrlandoChicagoDallasFoxboroughWashington, D.C.Svetovno prvenstvo v nogometu 1994 (ZDA) | PasadenaPontiacStanfordEast RutherfordOrlandoChicagoDallasFoxboroughWashington, D.C.Svetovno prvenstvo v nogometu 1994 (ZDA) |
| 28°32′21″N 81°24′10″W / 28.53917°N 81.40278°W | PasadenaPontiacStanfordEast RutherfordOrlandoChicagoDallasFoxboroughWashington, D.C.Svetovno prvenstvo v nogometu 1994 (ZDA) | PasadenaPontiacStanfordEast RutherfordOrlandoChicagoDallasFoxboroughWashington, D.C.Svetovno prvenstvo v nogometu 1994 (ZDA) | PasadenaPontiacStanfordEast RutherfordOrlandoChicagoDallasFoxboroughWashington, D.C.Svetovno prvenstvo v nogometu 1994 (ZDA) |
| Kapaciteta: 61.219                            | PasadenaPontiacStanfordEast RutherfordOrlandoChicagoDallasFoxboroughWashington, D.C.Svetovno prvenstvo v nogometu 1994 (ZDA) | PasadenaPontiacStanfordEast RutherfordOrlandoChicagoDallasFoxboroughWashington, D.C.Svetovno prvenstvo v nogometu 1994 (ZDA) | PasadenaPontiacStanfordEast RutherfordOrlandoChicagoDallasFoxboroughWashington, D.C.Svetovno prvenstvo v nogometu 1994 (ZDA) |
|                                               | PasadenaPontiacStanfordEast RutherfordOrlandoChicagoDallasFoxboroughWashington, D.C.Svetovno prvenstvo v nogometu 1994 (ZDA) | PasadenaPontiacStanfordEast RutherfordOrlandoChicagoDallasFoxboroughWashington, D.C.Svetovno prvenstvo v nogometu 1994 (ZDA) | PasadenaPontiacStanfordEast RutherfordOrlandoChicagoDallasFoxboroughWashington, D.C.Svetovno prvenstvo v nogometu 1994 (ZDA) |
| Chicago                                       | Dallas | Foxborough | Washington, D.C. |
| Soldier Field                                 | Cotton Bowl | Foxboro Stadium | Robert F. Kennedy Memorial Stadium                                                                                           |
| 41°51′45″N 87°37′0″W / 41.86250°N 87.61667°W  | 32°46′47″N 96°45′35″W / 32.77972°N 96.75972°W                                                                                | 42°5′33.72″N 71°16′2.79″W / 42.0927000°N 71.2674417°W                                                                        | 38°53′23″N 76°58′18″W / 38.88972°N 76.97167°W                                                                                |
| Kapaciteta: 63.117                            | Kapaciteta: 63.998 | Kapaciteta: 53.644 | Kapaciteta: 53.142 |
|                                               | | | |

## Poročilo
Na Svetovno prvenstvo v nogometu 1994 se je uvrstilo 24 moštev, ki so bila razdeljena v šest skupin s po štirimi ekipami. Na podlagi doseženih točk in rezultatov v skupinskem delu tekmovanja se je šestnajst moštev uvrstilo v izločilne boje, ki so se začeli z osmino finala. Poleg prvouvrščenih in drugouvrščenih ekip so se v osmino finala uvrstila tudi štiri najboljša tretjeuvrščena moštva iz skupinskega dela tekmovanja.
Svetovno prvenstvo v nogometu 1994 je bilo prvo v zgodovini, kjer so bile za zmago v skupinskem delu tekmovanja podeljevane tri točke, kar je imelo spodbuditi napadalno igro in prispevati k povečanju števila golov. Sprememba sistema točkovanja je bila uspešna, saj je bilo v povprečju doseženih 2,71 gola na tekmo, kar je bilo povečanje v primerjavi z rekordno nizkim povprečjem 2,21 gola na predhodnem Svetovnem prvenstvu v nogometu 1990. Prvič je bilo uporabljano tudi pravilo, da se vratar ne sme z rokama dotikati žoge, če mu jo je podal soigralec.
Svetovno prvenstvo v nogometu 1994 je še naprej zadnje, ki je potekalo brez reprezentanc Anglije in Francije, ki sta bili neuspešni v kvalifikacijah. Anglija je bila gostiteljica naslednjega Evropskega prvenstva v nogometu 1996, Francija pa gostiteljica naslednjega Svetovnega prvenstva v nogometu 1998. V kvalifikacijah je bila neuspešna tudi Danska, ki je osvojila naslov prvaka na Evropskem prvenstvu v nogometu 1992 in bila v tem trenutku aktualni evropski prvak.
Na Svetovnem prvenstvu v nogometu so leta 1994 prvič v zgodovini nastopile reprezentance Grčije, Nigerije in Saudove Arabije. Rusija je nastopila prvič po razpadu Sovjetske zveze, Nemčija pa prvič po letu 1938 kot enotna država. Po dolgih letih so se na Svetovno prvenstvo v nogometu vrnile reprezentance Bolivije, Norveške in Švice. Za Bolivijo je bil ta nastop prvi po letu 1950, tudi danes pa je njen zadnji na Svetovnem prvenstvu v nogometu. Norveška je nastopila prvič po letu 1938, Švica pa prvič po letu 1966. Norveška se je uvrstila tudi na naslednje Svetovno prvenstvo v nogometu 1998, nato pa je bila v šestih zaporednih kvalifikacijah neuspešna. Švica je po dveh neuspešnih kvalifikacijah naslednjič nastopila leta 2006, ko je dosegla prvo od petih zaporednih uvrstitev na Svetovna prvenstva v nogometu.
Poleg domače reprezentance Združenih držav Amerike se je brez igranja kvalifikacijskih tekem na Svetovno prvenstvo v nogometu 1994 uvrstila tudi enotna reprezentanca Nemčije, saj je bila določena kot branilec naslova prvaka, ki ga je na predhodnem Svetovnem prvenstvu v nogometu 1990 osvojila Zahodna Nemčija. Kot branilec naslova prvaka je dobila priložnost nastopiti v otvoritveni tekmi, ki se je odvijala 17. junija na stadionu Soldier Field v Chicagu. Nemčija je v tej tekmi premagala Bolivijo z 1:0, edini gol pa je dosegel Jürgen Klinsmann.
Svetovno prvenstvo v nogometu 1994 je bilo četrto in zadnje v karieri argentinskega zvezdnika Diega Maradone, ki je predtem nastopil v letih 1982, 1986 in 1990 ter leta 1986 s svojim moštvom osvojil naslov prvaka. Maradona je nastopil le na prvih dveh tekmah argentinske reprezentance. Na prvi so premagali Grčijo s 4:0, Maradona pa je ob treh golih Gabriela Batistute dosegel tretji gol. Sledila je zmaga proti Nigeriji z 2:1, kjer je oba argentinska gola dosegel Claudio Caniggia, nato pa je bila Maradoni dokazana uporaba prepovedanega efedrina in izrečena prepoved nastopanja do konca tekmovanja, kar je hkrati pomenilo konec njegove kariere v reprezentanci. Argentina je nato izgubila zadnjo tekmo v skupini proti Bolgariji z 2:0, v osmini finala pa se je poslovila, ko jo je s 3:2 porazila Romunija.
Kolumbija je s prepričljivo igro v šestih kvalifikacijskih tekmah dosegla štiri zmage in dva izenačena izida, z razliko v golih 13:2. V zadnji kvalifikacijski tekmi je kot gostujoča ekipa porazila Argentino s 5:0. Pričakovanja so bila velika, vendar pa je ekipa prvo tekmo v skupini A proti Romuniji izgubila s 3:1. Pred drugo tekmo proti Združenim državam Amerike so trenerju grozili s smrtjo, Kolumbija pa je bila nato poražena z 2:1. Prvi gol na tej tekmi je bil avtogol Andrésa Escobarja. Kolumbija je v zadnji tekmi porazila Švico z 2:0, vendar pa ni imela priložnosti za uvrstitev v osmino finala, saj je imela eno točko manj v primerjavi s Švico in Združenimi državami Amerike. Kmalu zatem je bil Escobar po vrnitvi v domovino umorjen.
Eno največjih presenečenj je bila bolgarska reprezentanca, ki je v četrtfinalu z goloma Hrista Stojčkova in Jordana Lečkova premagala Nemčijo z 2:1 in tako izločila branilca naslova prvaka. Uvrstitev v polfinale je bila najboljši rezultat Bolgarije v šestem nastopu na Svetovnem prvenstvu v nogometu. V tekmi za tretje mesto je Švedska premagala Bolgarijo s 4:0. Kljub slabi predstavi v svoji drugi tekmi v skupini A, kjer jo je Švica porazila s 4:1, je presenetila tudi Romunija, ki se je po zmagah proti Kolumbiji, Združenim državam Amerike in Argentini poslovila v četrtfinalu, kjer jo je Švedska premagala šele po izvajanju enajstmetrovk.
Brazilija je v prvih dveh tekmah v skupini B premagala Rusijo z 2:0 in Kamerun s 3:0, nato pa v zadnji tekmi odigrala 1:1 s Švedsko. V osmini finala je z 1:0 izločila domačo reprezentanco Združenih držav Amerike, nato pa v četrtfinalu zmagala proti Nizozemski s 3:2. V polfinalu sta se zopet srečali Brazilija in Švedska, tekma pa se je končala z zmago Brazilije z 1:0 in uvrstitvijo v finale proti Italiji. To je bila prva uvrstitev Brazilije v finalno tekmo po letu 1970, ko je osvojila svoj tretji naslov prvaka na Svetovnih prvenstvih v nogometu.
Italija se je v izločilne boje uvrstila s tretjim mestom v skupini E, kjer je igrala proti Irski, Norveški in Mehiki. V tej skupini so vse štiri ekipe osvojile po štiri točke. Na podlagi razlike v golih je bila najslabša Norveška, kar je pomenilo, da se kot edina ekipa iz skupine E ni uvrstila v izločilne boje. V osmini finala proti Nigeriji je Italija od sredine prvega polčasa imela zaostanek enega gola. Roberto Baggio je izenačil šele nekaj minut pred koncem rednega dela, nato pa z drugim golom v podaljšku prinesel svojemu moštvu zmago z 2:1. V četrtfinalu je Italija z 2:1 v rednem delu premagala Španijo, nato pa z istim rezultatom v polfinalu slavila proti Bolgariji. Roberto Baggio je v treh izločilnih tekmah dosegel pet od šestih golov italijanske reprezentance.
Tako Brazilija kot Italija sta pred finalom na stadionu Rose Bowl v Pasadeni, v bližini Los Angelesa, osvojili po tri naslove na Svetovnih prvenstvih v nogometu ter je bilo jasno, da bo zmagovalec postal prva ekipa s štirimi naslovi v zgodovini tega tekmovanja. V rednem delu se je tekma končala z izidom 0:0. Tudi po 30 minutah podaljška ni bilo golov, kar je pomenilo, da bo zmagovalec Svetovnega prvenstva v nogometu prvič v zgodovini ugotavljan z izvajanjem enajstmetrovk. Prvo enajstmetrovko je izvajal italijanski kapetan Franco Baresi, ki je streljal preko vrat, prvi poskus za Brazilijo pa je imel branilec Márcio Santos, katerega strel je ubranil italijanski vratar Gianluca Pagliuca. Štirje strelci v naslednjih dveh vrstah so bili uspešni ter je bil rezultat 2:2. V četrti vrsti je prvo enajstmetrovko izvajal italijanski napadalec Daniele Massaro, katerega strel je ubranil brazilski vratar Cláudio Taffarel, drugo pa brazilski kapetan Dunga, ki je z uspešnim strelom prinesel svojemu moštvu vodstvo s 3:2. Če je Italija želela imeti priložnost za nadaljevanje izvajanja enajstmetrovk, je drugi napadalec ekipe Roberto Baggio v petem poskusu moral biti uspešen, vendar pa je streljal preko vrat, kar je pomenilo konec tekme in zmago Brazilije.
Brazilija je po četrtem naslovu prvaka na Svetovnih prvenstvih v nogometu leta 2002 osvojila tudi peti. Naslednje finale Svetovnega prvenstva v nogometu, ki se je končalo z izvajanjem enajstmetrovk, je bilo leta 2006 med Francijo in Italijo. Takrat je bil po rednem delu in podaljšku izid 1:1, Italija pa si je z uspešnejšim izvajanjem enajstmetrovk zagotovila četrti naslov prvaka. Finale Svetovnega prvenstva v nogometu 1994 je še naprej edino v zgodovini tega tekmovanja, ki se je v rednem delu in podaljšku končalo brez golov.
Naslov najboljšega strelca sta osvojila Hristo Stojčkov in Oleg Salenko s po šestimi goli. Salenko je dosegel pet golov, ko je Rusija v svoji zadnji tekmi v skupini B premagala Kamerun s 6:1. Rusija se kljub visoki zmagi ni uvrstila v osmino finala, kar je pomenilo, da je Stojčkov z Bolgarijo odigral štiri tekme več kot Salenko, ki je še naprej edini igralec v zgodovini Svetovnega prvenstva v nogometu, ki je dosegel pet golov na eni tekmi, prav tako pa edini najboljši strelec, katerega moštvo se ni uvrstilo v izločilni del tekmovanja. Edini gol Kameruna na tekmi proti Rusiji je dosegel 42-letni Roger Milla, ki je s tem postal najstarejši strelec v zgodovini Svetovnega prvenstva v nogometu.

## Rezultati

### Predtekmovanje

#### Skupina A
| Reprezentanca | OT | Z | N | P | DG | PG | GR | TOČ |
| ------------- | -- | - | - | - | -- | -- | -- | --- |
| Romunija      | 3  | 2 | 0 | 1 | 5  | 5  | 0  | 6   |
| Švica         | 3  | 1 | 1 | 1 | 5  | 4  | +1 | 4   |
| ZDA           | 3  | 1 | 1 | 1 | 3  | 3  | 0  | 4   |
| Kolumbija     | 3  | 1 | 0 | 2 | 4  | 5  | −1 | 3   |

| 18. junij 1994 11:30 | ZDA         | 1 – 1 | Švica     | Stadion: Pontiac Silverdome, Pontiac Gledalcev: 73.425 Sodnik: Francisco Oscar Lamolina |
| 18. junij 1994 11:30 | Wynalda 45' |       | Bregy 39' | Stadion: Pontiac Silverdome, Pontiac Gledalcev: 73.425 Sodnik: Francisco Oscar Lamolina |

| 18. junij 1994 16:30 | Kolumbija    | 1 – 3 | Romunija                    | Stadion: Rose Bowl, Pasadena Gledalcev: 93.586 Sodnik: Jamal Al Sharif |
| 18. junij 1994 16:30 | Valencia 43' |       | Răducioiu 16', 89' Hagi 34' | Stadion: Rose Bowl, Pasadena Gledalcev: 93.586 Sodnik: Jamal Al Sharif |

| 22. junij 1994 16:00 | Romunija | 1 – 4 | Švica                                  | Stadion: Pontiac Silverdome, Pontiac Gledalcev: 61.428 Sodnik: Neji Jouini |
| 22. junij 1994 16:00 | Hagi 36' |       | Sutter 16' Chapuisat 53' Knup 66', 72' | Stadion: Pontiac Silverdome, Pontiac Gledalcev: 61.428 Sodnik: Neji Jouini |

| 22. junij 1994 16:30 | ZDA                          | 2 – 1 | Kolumbija    | Stadion: Rose Bowl, Pasadena Gledalcev: 93.869 Sodnik: Fabio Baldas |
| 22. junij 1994 16:30 | Escobar 34' (AG) Stewart 52' |       | Valencia 90' | Stadion: Rose Bowl, Pasadena Gledalcev: 93.869 Sodnik: Fabio Baldas |

| 26. junij 1994 13:00 | Švica | 0 – 2                  | Kolumbija | Stadion: Stanford Stadium, Stanford Gledalcev: 83.401 Sodnik: Peter Mikkelsen |
| 26. junij 1994 13:00 |       | Gaviria 44' Lozano 89' |           | Stadion: Stanford Stadium, Stanford Gledalcev: 83.401 Sodnik: Peter Mikkelsen |

| 26. junij 1994 13:00 | ZDA | 0 – 1        | Romunija | Stadion: Rose Bowl, Pasadena Gledalcev: 93.869 Sodnik: Mario van der Ende |
| 26. junij 1994 13:00 |     | Petrescu 17' |          | Stadion: Rose Bowl, Pasadena Gledalcev: 93.869 Sodnik: Mario van der Ende |

#### Skupina B
| Reprezentanca | OT | Z | N | P | DG | PG | GR | TOČ |
| ------------- | -- | - | - | - | -- | -- | -- | --- |
| Brazilija     | 3  | 2 | 1 | 0 | 6  | 1  | +5 | 7   |
| Švedska       | 3  | 1 | 2 | 0 | 6  | 4  | +2 | 5   |
| Rusija        | 3  | 1 | 0 | 2 | 7  | 6  | +1 | 3   |
| Kamerun       | 3  | 0 | 1 | 2 | 3  | 11 | −8 | 1   |

| 19. junij 1994 16:30 | Kamerun                 | 2 – 2 | Švedska             | Stadion: Rose Bowl, Pasadena Gledalcev: 93.194 Sodnik: Alberto Tejada Noriega |
| 19. junij 1994 16:30 | Embé 31' Omam-Biyik 47' |       | Ljung 8' Dahlin 75' | Stadion: Rose Bowl, Pasadena Gledalcev: 93.194 Sodnik: Alberto Tejada Noriega |

| 20. junij 1994 13:00 | Brazilija                  | 2 – 0 | Rusija | Stadion: Stanford Stadium, Stanford Gledalcev: 81.061 Sodnik: Lim Kee Chong (Mauritius) |
| 20. junij 1994 13:00 | Romário 26' Raí 52' (pen.) |       |        | Stadion: Stanford Stadium, Stanford Gledalcev: 81.061 Sodnik: Lim Kee Chong (Mauritius) |

| 24. junij 1994 13:00 | Brazilija                                | 3 – 0 | Kamerun | Stadion: Stanford Stadium, Stanford Gledalcev: 83.401 Sodnik: Arturo Brizio Carter |
| 24. junij 1994 13:00 | Romário 39' Márcio Santos 66' Bebeto 73' |       |         | Stadion: Stanford Stadium, Stanford Gledalcev: 83.401 Sodnik: Arturo Brizio Carter |

| 24. junij 1994 19:30 | Švedska                           | 3 – 1 | Rusija            | Stadion: Pontiac Silverdome, Pontiac Gledalcev: 71.528 Sodnik: Joël Quiniou (France) |
| 24. junij 1994 19:30 | Brolin 37' (pen.) Dahlin 59', 81' |       | Salenko 4' (pen.) | Stadion: Pontiac Silverdome, Pontiac Gledalcev: 71.528 Sodnik: Joël Quiniou (France) |

| 28. junij 1994 13:00 | Rusija                                              | 6 – 1 | Kamerun   | Stadion: Stanford Stadium, Stanford Gledalcev: 74.914 Sodnik: Jamal Al Sharif |
| 28. junij 1994 13:00 | Salenko 15', 41', 44' (pen.), 72', 75' Radčenko 81' |       | Milla 46' | Stadion: Stanford Stadium, Stanford Gledalcev: 74.914 Sodnik: Jamal Al Sharif |

| 28. junij 1994 16:00 | Brazilija   | 1 – 1 | Švedska          | Stadion: Pontiac Silverdome, Pontiac Gledalcev: 77.217 Sodnik: Sándor Puhl |
| 28. junij 1994 16:00 | Romário 46' |       | K. Andersson 23' | Stadion: Pontiac Silverdome, Pontiac Gledalcev: 77.217 Sodnik: Sándor Puhl |

#### Skupina C
| Reprezentanca | OT | Z | N | P | DG | PG | GR | TOČ |
| ------------- | -- | - | - | - | -- | -- | -- | --- |
| Nemčija       | 3  | 2 | 1 | 0 | 5  | 3  | +2 | 7   |
| Španija       | 3  | 1 | 2 | 0 | 6  | 4  | +2 | 5   |
| Južna Koreja  | 3  | 0 | 2 | 1 | 4  | 5  | −1 | 2   |
| Bolivija      | 3  | 0 | 1 | 2 | 1  | 4  | −3 | 1   |

| 17. junij 1994 14:00 | Nemčija       | 1 – 0 | Bolivija | Stadion: Soldier Field, Chicago Gledalcev: 63.117 Sodnik: Arturo Brizio Carter |
| 17. junij 1994 14:00 | Klinsmann 61' |       |          | Stadion: Soldier Field, Chicago Gledalcev: 63.117 Sodnik: Arturo Brizio Carter |

| 17. junij 1994 18:30 | Španija                    | 2 – 2 | Južna Koreja                       | Stadion: Cotton Bowl, Dallas Gledalcev: 56.247 Sodnik: Peter Mikkelsen |
| 17. junij 1994 18:30 | Salinas 51' Goikoetxea 55' |       | Hong Myung-Bo 85' Seo Jung-Won 90' | Stadion: Cotton Bowl, Dallas Gledalcev: 56.247 Sodnik: Peter Mikkelsen |

| 21. junij 1994 15:00 | Nemčija       | 1 – 1 | Španija        | Stadion: Soldier Field, Chicago Gledalcev: 63.113 Sodnik: Filippi Cavani (Uruguay) |
| 21. junij 1994 15:00 | Klinsmann 48' |       | Goikoetxea 14' | Stadion: Soldier Field, Chicago Gledalcev: 63.113 Sodnik: Filippi Cavani (Uruguay) |

| 23. junij 1994 19:30 | Južna Koreja | 0 – 0 | Bolivija | Stadion: Foxboro Stadium, Foxborough Gledalcev: 54.453 Sodnik: Leslie Mottram (Scotland) |
| 23. junij 1994 19:30 |              |       |          | Stadion: Foxboro Stadium, Foxborough Gledalcev: 54.453 Sodnik: Leslie Mottram (Scotland) |

| 27. junij 1994 15:00 | Bolivija       | 1 – 3 | Španija                                | Stadion: Soldier Field, Chicago Gledalcev: 63.089 Sodnik: Rodrigo Badilla (Costa Rica) |
| 27. junij 1994 15:00 | E. Sánchez 67' |       | Guardiola 19' (pen.) Caminero 66', 70' | Stadion: Soldier Field, Chicago Gledalcev: 63.089 Sodnik: Rodrigo Badilla (Costa Rica) |

| 27. junij 1994 15:00 | Nemčija                       | 3 – 2 | Južna Koreja                         | Stadion: Cotton Bowl, Dallas Gledalcev: 63.998 Sodnik: Joël Quiniou (France) |
| 27. junij 1994 15:00 | Klinsmann 12', 37' Riedle 20' |       | Hwang Sun-Hong 52' Hong Myung-Bo 63' | Stadion: Cotton Bowl, Dallas Gledalcev: 63.998 Sodnik: Joël Quiniou (France) |

#### Skupina D
| Reprezentanca | OT | Z | N | P | DG | PG | GR  | TOČ |
| ------------- | -- | - | - | - | -- | -- | --- | --- |
| Nigerija      | 3  | 2 | 0 | 1 | 6  | 2  | +4  | 6   |
| Bolgarija     | 3  | 2 | 0 | 1 | 6  | 3  | +3  | 6   |
| Argentina     | 3  | 2 | 0 | 1 | 6  | 3  | +3  | 6   |
| Grčija        | 3  | 0 | 0 | 3 | 0  | 10 | −10 | 0   |

| 21. junij 1994 12:30 | Argentina                                  | 4 – 0 | Grčija | Stadion: Foxboro Stadium, Foxborough Gledalcev: 54.456 Sodnik: Arturo Angeles (United States) |
| 21. junij 1994 12:30 | Batistuta 2', 45', 89' (pen.) Maradona 60' |       |        | Stadion: Foxboro Stadium, Foxborough Gledalcev: 54.456 Sodnik: Arturo Angeles (United States) |

| 21. junij 1994 18:30 | Nigerija                            | 3 – 0 | Bolgarija | Stadion: Cotton Bowl, Dallas Gledalcev: 44.132 Sodnik: Predloga:Podatki države CSI Rodrigo Badilla |
| 21. junij 1994 18:30 | Yekini 21' Amokachi 43' Amuneke 55' |       |           | Stadion: Cotton Bowl, Dallas Gledalcev: 44.132 Sodnik: Predloga:Podatki države CSI Rodrigo Badilla |

| 25. junij 1994 16:00 | Argentina         | 2 – 1 | Nigerija  | Stadion: Foxboro Stadium, Foxborough Gledalcev: 54.453 Sodnik: Bo Karlsson |
| 25. junij 1994 16:00 | Caniggia 21', 28' |       | Siasia 8' | Stadion: Foxboro Stadium, Foxborough Gledalcev: 54.453 Sodnik: Bo Karlsson |

| 26. junij 1994 11:30 | Grčija | 0 – 4                                                    | Bolgarija | Stadion: Soldier Field, Chicago Gledalcev: 63.160 Sodnik: Ali Bujsaim |
| 26. junij 1994 11:30 |        | Stojčkov 5' (pen.), 55' (pen.) Letčkov 65' Borimirov 90' |           | Stadion: Soldier Field, Chicago Gledalcev: 63.160 Sodnik: Ali Bujsaim |

| 30. junij 1994 18:30 | Argentina | 0 – 2                    | Bolgarija | Stadion: Cotton Bowl, Dallas Gledalcev: 63.998 Sodnik: Neji Jouini |
| 30. junij 1994 18:30 |           | Stojčkov 61' Sirakov 90' |           | Stadion: Cotton Bowl, Dallas Gledalcev: 63.998 Sodnik: Neji Jouini |

| 30. junij 1994 19:30 | Grčija | 0 – 2                   | Nigerija | Stadion: Foxboro Stadium, Foxborough Gledalcev: 53.001 Sodnik: Leslie Mottram |
| 30. junij 1994 19:30 |        | George 45' Amokachi 90' |          | Stadion: Foxboro Stadium, Foxborough Gledalcev: 53.001 Sodnik: Leslie Mottram |

#### Skupina E
| Reprezentanca | OT | Z | N | P | DG | PG | GR | TOČ |
| ------------- | -- | - | - | - | -- | -- | -- | --- |
| Mehika        | 3  | 1 | 1 | 1 | 3  | 3  | 0  | 4   |
| Irska         | 3  | 1 | 1 | 1 | 2  | 2  | 0  | 4   |
| Italija       | 3  | 1 | 1 | 1 | 2  | 2  | 0  | 4   |
| Norveška      | 3  | 1 | 1 | 1 | 1  | 1  | 0  | 4   |

| 18. junij 1994 16:00 | Italija | 0 – 1        | Irska | Stadion: Giants Stadium, East Rutherford Gledalcev: 75.338 Sodnik: Mario van der Ende |
| 18. junij 1994 16:00 |         | Houghton 11' |       | Stadion: Giants Stadium, East Rutherford Gledalcev: 75.338 Sodnik: Mario van der Ende |

| 19. junij 1994 16:00 | Norveška   | 1 – 0 | Mehika | Stadion: RFK Stadium, Washington Gledalcev: 52.395 Sodnik: Sándor Puhl |
| 19. junij 1994 16:00 | Rekdal 84' |       |        | Stadion: RFK Stadium, Washington Gledalcev: 52.395 Sodnik: Sándor Puhl |

| 23. junij 1994 16:00 | Italija       | 1 – 0 | Norveška | Stadion: Giants Stadium, East Rutherford Gledalcev: 74.624 Sodnik: Hellmut Krug |
| 23. junij 1994 16:00 | D. Baggio 69' |       |          | Stadion: Giants Stadium, East Rutherford Gledalcev: 74.624 Sodnik: Hellmut Krug |

| 24. junij 1994 12:30 | Mehika          | 2 – 1 | Irska        | Stadion: Citrus Bowl, Orlando Gledalcev: 60.790 Sodnik: Kurt Röthlisberger |
| 24. junij 1994 12:30 | García 42', 65' |       | Aldridge 84' | Stadion: Citrus Bowl, Orlando Gledalcev: 60.790 Sodnik: Kurt Röthlisberger |

| 28. junij 1994 12:30 | Italija     | 1 – 1 | Mehika     | Stadion: RFK Stadium, Washington Gledalcev: 52.535 Sodnik: Francisco Oscar Lamolina |
| 28. junij 1994 12:30 | Massaro 48' |       | Bernal 57' | Stadion: RFK Stadium, Washington Gledalcev: 52.535 Sodnik: Francisco Oscar Lamolina |

| 28. junij 1994 12:30 | Irska | 0 – 0 | Norveška | Stadion: Giants Stadium, East Rutherford Gledalcev: 72.404 Sodnik: José Torres Cadena |
| 28. junij 1994 12:30 |       |       |          | Stadion: Giants Stadium, East Rutherford Gledalcev: 72.404 Sodnik: José Torres Cadena |

#### Skupina F
| Reprezentanca   | OT | Z | N | P | DG | PG | GR | TOČ |
| --------------- | -- | - | - | - | -- | -- | -- | --- |
| Nizozemska      | 3  | 2 | 0 | 1 | 4  | 3  | +1 | 6   |
| Saudova Arabija | 3  | 2 | 0 | 1 | 4  | 3  | +1 | 6   |
| Belgija         | 3  | 2 | 0 | 1 | 2  | 1  | +1 | 6   |
| Maroko          | 3  | 0 | 0 | 3 | 2  | 5  | −3 | 0   |

| 19. junij 1994 12:30 | Belgija     | 1 – 0 | Maroko | Stadion: Citrus Bowl, Orlando Gledalcev: 61.219 Sodnik: José Torres Cadena |
| 19. junij 1994 12:30 | Degryse 11' |       |        | Stadion: Citrus Bowl, Orlando Gledalcev: 61.219 Sodnik: José Torres Cadena |

| 20. junij 1994 19:30 | Nizozemska           | 2 – 1 | Saudova Arabija | Stadion: RFK Stadium, Washington Gledalcev: 50.535 Sodnik: Manuel Diaz Vega |
| 20. junij 1994 19:30 | Jonk 50' Taument 86' |       | Amin 18'        | Stadion: RFK Stadium, Washington Gledalcev: 50.535 Sodnik: Manuel Diaz Vega |

| 25. junij 1994 12:30 | Saudova Arabija             | 2 – 1 | Maroko      | Stadion: Giants Stadium, East Rutherford Gledalcev: 76.322 Sodnik: Philip Don |
| 25. junij 1994 12:30 | Al-Jaber 7' (pen.) Amin 45' |       | Chaouch 26' | Stadion: Giants Stadium, East Rutherford Gledalcev: 76.322 Sodnik: Philip Don |

| 25. junij 1994 12:30 | Belgija    | 1 – 0 | Nizozemska | Stadion: Citrus Bowl, Orlando Gledalcev: 62.387 Sodnik: Renato Marsiglia |
| 25. junij 1994 12:30 | Albert 65' |       |            | Stadion: Citrus Bowl, Orlando Gledalcev: 62.387 Sodnik: Renato Marsiglia |

| 29. junij 1994 12:30 | Belgija | 0 – 1         | Saudova Arabija | Stadion: RFK Stadium, Washington Gledalcev: 52.959 Sodnik: Hellmut Krug |
| 29. junij 1994 12:30 |         | Al-Owairan 5' |                 | Stadion: RFK Stadium, Washington Gledalcev: 52.959 Sodnik: Hellmut Krug |

| 29. junij 1994 12:30 | Maroko    | 1 – 2 | Nizozemska           | Stadion: Citrus Bowl, Orlando Gledalcev: 60.578 Sodnik: Alberto Tejada Noriega |
| 29. junij 1994 12:30 | Nader 47' |       | Bergkamp 43' Roy 77' | Stadion: Citrus Bowl, Orlando Gledalcev: 60.578 Sodnik: Alberto Tejada Noriega |

#### Napredovanje tretjeuvrščenih
| Reprezentanca    | OT | Z | N | P | DG | PG | GR | TOČ |
| ---------------- | -- | - | - | - | -- | -- | -- | --- |
| Argentina (D)    | 3  | 2 | 0 | 1 | 6  | 3  | +3 | 6   |
| Belgija (D)      | 3  | 2 | 0 | 1 | 2  | 1  | +1 | 6   |
| ZDA (A)          | 3  | 1 | 1 | 1 | 3  | 3  | 0  | 4   |
| Italija (E)      | 3  | 1 | 1 | 1 | 2  | 2  | 0  | 4   |
| Rusija (N)       | 3  | 1 | 0 | 2 | 7  | 6  | +1 | 3   |
| Južna Koreja (C) | 3  | 0 | 2 | 1 | 4  | 5  | −1 | 2   |

### Zaključni del
|  | Osmina finala              | Osmina finala               |                             |       | Četrtfinale  | Četrtfinale  |                      |                      | Polfinale | Polfinale |  |  | Finale | Finale |
|  |                            |                             |                             |       |              |              |                      |                      |           |           |  |  |        |        |
|  | 3. julij - Pasadena        |                             |                             |       |              |              |                      |                      |           |           |  |  |        |        |
|  |                            |                             |                             |       |              |              |                      |                      |           |           |  |  |        |        |
|  | Romunija                   | 3                           |                             |       |              |              |                      |                      |           |           |  |  |        |        |
|  | Romunija                   | 3                           | 10. julij - Stanford        |       |              |              |                      |                      |           |           |  |  |        |        |
|  | Argentina                  | 2                           |                             |       |              |              |                      |                      |           |           |  |  |        |        |
|  | Argentina                  | 2                           | Romunija                    | 2 (4) |              |              |                      |                      |           |           |  |  |        |        |
|  | 3. julij - Dallas          |                             | Romunija                    | 2 (4) |              |              |                      |                      |           |           |  |  |        |        |
|  |                            | Švedska (pen.)              | 2 (5)                       |       |              |              |                      |                      |           |           |  |  |        |        |
|  | Saudova Arabija            | Švedska (pen.)              | 2 (5)                       | 1     |              |              |                      |                      |           |           |  |  |        |        |
|  | Saudova Arabija            |                             | 13. julij - Pasadena        | 1     |              |              |                      |                      |           |           |  |  |        |        |
|  | Švedska                    | 3                           |                             |       |              |              |                      |                      |           |           |  |  |        |        |
|  | Švedska                    | 3                           | Švedska                     | 0     |              |              |                      |                      |           |           |  |  |        |        |
|  | 4. julij - Orlando         |                             | Švedska                     | 0     |              |              |                      |                      |           |           |  |  |        |        |
|  |                            | Brazilija                   | 1                           |       |              |              |                      |                      |           |           |  |  |        |        |
|  | Nizozemska                 | Brazilija                   | 1                           | 2     |              |              |                      |                      |           |           |  |  |        |        |
|  | Nizozemska                 | 9. julij - Dallas           |                             | 2     |              |              |                      |                      |           |           |  |  |        |        |
|  | Irska                      | 0                           |                             |       |              |              |                      |                      |           |           |  |  |        |        |
|  | Irska                      | 0                           | Nizozemska                  | 2     |              |              |                      |                      |           |           |  |  |        |        |
|  | 4. julij - Stanford        |                             | Nizozemska                  | 2     |              |              |                      |                      |           |           |  |  |        |        |
|  |                            | Brazilija                   | 3                           |       |              |              |                      |                      |           |           |  |  |        |        |
|  | Brazilija                  | Brazilija                   | 3                           | 1     |              |              |                      |                      |           |           |  |  |        |        |
|  | Brazilija                  |                             | 17. julij - Pasadena        | 1     |              |              |                      |                      |           |           |  |  |        |        |
|  | ZDA                        | 0                           |                             |       |              |              |                      |                      |           |           |  |  |        |        |
|  | ZDA                        | 0                           | Brazilija (pen.)            | 0 (3) |              |              |                      |                      |           |           |  |  |        |        |
|  | 5. julij - East Rutherford |                             | Brazilija (pen.)            | 0 (3) |              |              |                      |                      |           |           |  |  |        |        |
|  |                            | Italija                     | 0 (2)                       |       |              |              |                      |                      |           |           |  |  |        |        |
|  | Mehika                     | Italija                     | 0 (2)                       | 1 (1) |              |              |                      |                      |           |           |  |  |        |        |
|  | Mehika                     | 10. julij - East Rutherford |                             | 1 (1) |              |              |                      |                      |           |           |  |  |        |        |
|  | Bolgarija (pen.)           | 1 (3)                       |                             |       |              |              |                      |                      |           |           |  |  |        |        |
|  | Bolgarija (pen.)           | 1 (3)                       | Bolgarija                   | 2     |              |              |                      |                      |           |           |  |  |        |        |
|  | 2. julij - Chicago         |                             | Bolgarija                   | 2     |              |              |                      |                      |           |           |  |  |        |        |
|  |                            | Nemčija                     | 1                           |       |              |              |                      |                      |           |           |  |  |        |        |
|  | Nemčija                    | Nemčija                     | 1                           | 3     |              |              |                      |                      |           |           |  |  |        |        |
|  | Nemčija                    |                             | 13. julij - East Rutherford | 3     |              |              |                      |                      |           |           |  |  |        |        |
|  | Belgija                    | 2                           |                             |       |              |              |                      |                      |           |           |  |  |        |        |
|  | Belgija                    | 2                           | Bolgarija                   | 1     |              |              |                      |                      |           |           |  |  |        |        |
|  | 5. julij - Foxborough      |                             | Bolgarija                   | 1     |              |              |                      |                      |           |           |  |  |        |        |
|  |                            | Italija                     | 2                           |       | Tretje mesto | Tretje mesto |                      |                      |           |           |  |  |        |        |
|  | Nigerija                   | Italija                     | 2                           | 1     | Tretje mesto | Tretje mesto |                      |                      |           |           |  |  |        |        |
|  | Nigerija                   | 9. julij - Foxborough       | 9. julij - Foxborough       | 1     |              |              | 16. julij - Pasadena | 16. julij - Pasadena |           |           |  |  |        |        |
|  | Italija (p.p.)             | 9. julij - Foxborough       | 9. julij - Foxborough       | 2     |              |              | 16. julij - Pasadena | 16. julij - Pasadena |           |           |  |  |        |        |
|  | Italija (p.p.)             | Italija                     | 2                           | 2     | Švedska      | 4            |                      |                      |           |           |  |  |        |        |
|  | 2. julij - Washington      | Italija                     | 2                           |       | Švedska      | 4            |                      |                      |           |           |  |  |        |        |
|  |                            | Španija                     | 1                           |       | Bolgarija    | 0            |                      |                      |           |           |  |  |        |        |
|  | Španija                    | Španija                     | 1                           | 3     | Bolgarija    | 0            |                      |                      |           |           |  |  |        |        |
|  | Španija                    |                             |                             | 3     |              |              |                      |                      |           |           |  |  |        |        |
|  | Švica                      | 0                           |                             |       |              |              |                      |                      |           |           |  |  |        |        |
|  | Švica                      | 0                           |                             |       |              |              |                      |                      |           |           |  |  |        |        |

#### Šestnajstina finala
| 2. julij 1994 12:00 | Nemčija                      | 3 – 2 | Belgija            | Stadion: Soldier Field, Chicago Gledalcev: 60.246 Sodnik: Kurt Röthlisberger |
| 2. julij 1994 12:00 | Völler 6', 40' Klinsmann 11' |       | Grün 8' Albert 90' | Stadion: Soldier Field, Chicago Gledalcev: 60.246 Sodnik: Kurt Röthlisberger |

| 2. julij 1994 16:30 | Španija                                            | 3 – 0 | Švica | Stadion: RFK Stadium, Washington Gledalcev: 53.121 Sodnik: Mario van der Ende |
| 2. julij 1994 16:30 | Hierro 15' Luis Enrique 74' Begiristain 86' (pen.) |       |       | Stadion: RFK Stadium, Washington Gledalcev: 53.121 Sodnik: Mario van der Ende |

| 3. julij 1994 12:00 | Saudova Arabija  | 1 – 3 | Švedska                         | Stadion: Cotton Bowl, Dallas Gledalcev: 60.277 Sodnik: Renato Marsiglia |
| 3. julij 1994 12:00 | Al-Ghesheyan 85' |       | Dahlin 6' K. Andersson 51', 88' | Stadion: Cotton Bowl, Dallas Gledalcev: 60.277 Sodnik: Renato Marsiglia |

| 3. julij 1994 13:30 | Romunija                     | 3 – 2 | Argentina                      | Stadion: Rose Bowl, Pasadena Gledalcev: 90.469 Sodnik: Pierluigi Pairetto |
| 3. julij 1994 13:30 | Dumitrescu 11', 18' Hagi 58' |       | Batistuta 16' (pen.) Balbo 75' | Stadion: Rose Bowl, Pasadena Gledalcev: 90.469 Sodnik: Pierluigi Pairetto |

| 4. julij 1994 12:00 | Nizozemska            | 2 – 0 | Irska | Stadion: Citrus Bowl, Orlando Gledalcev: 61.355 Sodnik: Peter Mikkelsen |
| 4. julij 1994 12:00 | Bergkamp 11' Jonk 41' |       |       | Stadion: Citrus Bowl, Orlando Gledalcev: 61.355 Sodnik: Peter Mikkelsen |

| 4. julij 1994 12:30 | Brazilija  | 1 – 0 | ZDA | Stadion: Stanford Stadium, Stanford Gledalcev: 84.147 Sodnik: Joel Quiniou |
| 4. julij 1994 12:30 | Bebeto 72' |       |     | Stadion: Stanford Stadium, Stanford Gledalcev: 84.147 Sodnik: Joel Quiniou |

| 5. julij 1994 13:00 | Nigerija    | 1 – 2 (podaljšek) | Italija                    | Stadion: Foxboro Stadium, Foxborough Gledalcev: 54.367 Sodnik: Arturo Brizio Carter |
| 5. julij 1994 13:00 | Amuneke 25' |                   | R. Baggio 88', 102' (pen.) | Stadion: Foxboro Stadium, Foxborough Gledalcev: 54.367 Sodnik: Arturo Brizio Carter |

| 5. julij 1994 16:30 | Mehika                 | 1 – 1 | Bolgarija   | Stadion: Giants Stadium, East Rutherford Gledalcev: 71.030 Sodnik: Jamal Al Sharif |
| 5. julij 1994 16:30 | García Aspe 18' (pen.) |       | Stojčkov 6' | Stadion: Giants Stadium, East Rutherford Gledalcev: 71.030 Sodnik: Jamal Al Sharif |

|                                     |                 |                                    |  |
|                                     | Kazenski streli |                                    |  |
| García Aspe Bernal Rodríguez Suárez | 1 – 3           | Balakov Guentčev Borimirov Letčkov |  |

#### Četrtfinale
| 9. julij 1994 12:00 | Italija                     | 2 – 1 | Španija      | Stadion: Foxboro Stadium, Foxborough Gledalcev: 53.400 Sodnik: Sándor Puhl |
| 9. julij 1994 12:00 | D. Baggio 25' R. Baggio 88' |       | Caminero 58' | Stadion: Foxboro Stadium, Foxborough Gledalcev: 53.400 Sodnik: Sándor Puhl |

| 9. julij 1994 14:30 | Nizozemska              | 2 – 3 | Brazilija                         | Stadion: Cotton Bowl, Dallas Gledalcev: 63.500 Sodnik: Predloga:Podatki države CSI Rodrigo Badilla |
| 9. julij 1994 14:30 | Bergkamp 64' Winter 76' |       | Romário 53' Bebeto 63' Branco 81' | Stadion: Cotton Bowl, Dallas Gledalcev: 63.500 Sodnik: Predloga:Podatki države CSI Rodrigo Badilla |

| 10. julij 1994 12:00 | Bolgarija                | 2 – 1 | Nemčija             | Stadion: Giants Stadium, East Rutherford Gledalcev: 72.000 Sodnik: José Torres Cadena |
| 10. julij 1994 12:00 | Stojčkov 75' Letčkov 78' |       | Matthäus 47' (pen.) | Stadion: Giants Stadium, East Rutherford Gledalcev: 72.000 Sodnik: José Torres Cadena |

| 10. julij 1994 12:30 | Romunija            | 2 – 2 | Švedska                      | Stadion: Stanford Stadium, Stanford Gledalcev: 83.500 Sodnik: Philip Don |
| 10. julij 1994 12:30 | Răducioiu 88', 101' |       | Brolin 78' K. Andersson 115' | Stadion: Stanford Stadium, Stanford Gledalcev: 83.500 Sodnik: Philip Don |

|                                                       |                 |                                                      |  |
|                                                       | Kazenski streli |                                                      |  |
| Răducioiu Hagi Lupescu Petrescu Dumitrescu Belodedici | 4 – 5           | Mild K. Andersson Brolin Ingesson R. Nilsson Larsson |  |

#### Polfinale
| 13. julij 1994 16:00 | Bolgarija           | 1 – 2 | Italija            | Stadion: Giants Stadium, East Rutherford Gledalcev: 74.110 Sodnik: Joel Quiniou |
| 13. julij 1994 16:00 | Stojčkov 44' (pen.) |       | R. Baggio 21', 25' | Stadion: Giants Stadium, East Rutherford Gledalcev: 74.110 Sodnik: Joel Quiniou |

| 13. julij 1994 16:30 | Švedska | 0 – 1       | Brazilija | Stadion: Rose Bowl, Pasadena Gledalcev: 91.856 Sodnik: José Torres Cadena |
| 13. julij 1994 16:30 |         | Romário 80' |           | Stadion: Rose Bowl, Pasadena Gledalcev: 91.856 Sodnik: José Torres Cadena |

#### Za tretje mesto
| 16. julij 1994 12:30 | Švedska                                         | 4 – 0 | Bolgarija | Stadion: Rose Bowl, Pasadena Gledalcev: 91.500 Sodnik: Ali Bujsaim |
| 16. julij 1994 12:30 | Brolin 8' Mild 30' Larsson 37' K. Andersson 40' |       |           | Stadion: Rose Bowl, Pasadena Gledalcev: 91.500 Sodnik: Ali Bujsaim |

#### Finale
| 17. julij 1994 12:30 | Brazilija | 0 – 0 | Italija | Stadion: Rose Bowl, Pasadena Gledalcev: 94.194 Sodnik: Sándor Puhl |
| 17. julij 1994 12:30 |           |       |         | Stadion: Rose Bowl, Pasadena Gledalcev: 94.194 Sodnik: Sándor Puhl |

|                                    |                 |                                          |  |
|                                    | Kazenski streli |                                          |  |
| Márcio Santos Romário Branco Dunga | 3 – 2           | Baresi Albertini Evani Massaro R. Baggio |  |

## Statistika

### Strelci
6 golov
- Hristo Stojčkov
- Oleg Salenko

5 golov
- Romário
- Jürgen Klinsmann
- Roberto Baggio
- Kennet Andersson

4 goli
- Gabriel Batistuta
- Florin Răducioiu
- Martin Dahlin

3 goli
| - Bebeto - Dennis Bergkamp | - Gheorghe Hagi - José Luis Caminero | - Tomas Brolin |

2 gola
| - Claudio Caniggia - Philippe Albert - Jordan Letčkov - Adolfo Valencia - Rudi Völler | - Dino Baggio - Hong Myung-Bo - Luis García - Wim Jonk - Daniel Amokachi | - Emmanuel Amuneke - Ilie Dumitrescu - Fuad Amin - Ion Andoni Goikoetxea - Adrian Knup |

1 gol
| - Abel Balbo - Diego Maradona - Marc Degryse - Georges Grün - Erwin Sánchez - Branco - Márcio Santos - Raí - Daniel Borimirov - Nasko Sirakov - David Embé - Roger Milla - François Omam-Biyik - Hernán Gaviria - John Harold Lozano - Lothar Matthäus - Karl-Heinz Riedle | - John Aldridge - Ray Houghton - Daniele Massaro - Hwang Sun-Hong - Seo Jung-Won - Mohammed Chaouch - Hassan Nader - Marcelino Bernal - Alberto García Aspe - Bryan Roy - Gaston Taument - Aron Winter - Finidi George - Samson Siasia - Rashidi Yekini - Kjetil Rekdal - Dan Petrescu | - Dimitrij Radčenko - Fahad Al-Ghesheyan - Sami Al-Jaber - Saeed Al-Owairan - Txiki Beguiristain - Josep Guardiola - Fernando Hierro - Luis Enrique - Julio Salinas - Henrik Larsson - Roger Ljung - Håkan Mild - Georges Bregy - Stéphane Chapuisat - Alain Sutter - Earnie Stewart - Eric Wynalda |

Avtogol
- Andrés Escobar

### Postava prvenstva
| Vratar             | Branilci                             | Vezisti                                           | Napadalci                               |
| ------------------ | ------------------------------------ | ------------------------------------------------- | --------------------------------------- |
| Michel Preud'homme | Jorginho Márcio Santos Paolo Maldini | Dunga Krasimir Balakov Gheorghe Hagi Tomas Brolin | Romário Hristo Stoichkov Roberto Baggio |